# Hirnsberg (Bad Endorf)
Hirnsberg ist ein Gemeindeteil von Bad Endorf im oberbayerischen Landkreis Rosenheim. Der Ort liegt auf einer kleinen Anhöhe östlich des Simssees. Am 1. Januar 1972 wurde die ehemals selbständige Gemeinde Hirnsberg nach Bad Endorf eingemeindet. Hocheck kam zu Rimsting. Das Pfarrdorf Hirnsberg hatte im Jahr 2016 83 Einwohner.

## Geschichte
Hirnsberg wurde um 1100 erstmals als „Herrantisperch“ erwähnt. Die Herren von Hirnsberg saßen auf der Burg Hirnsberg, etwa 375 Meter nordwestlich der Kirche auf einem Sporn.
Hirnsberg erhielt beim Wettbewerb „Unser Dorf hat Zukunft“ im Jahr 2016 den ersten Preis beim Bundeswettbewerb.

## Baudenkmäler

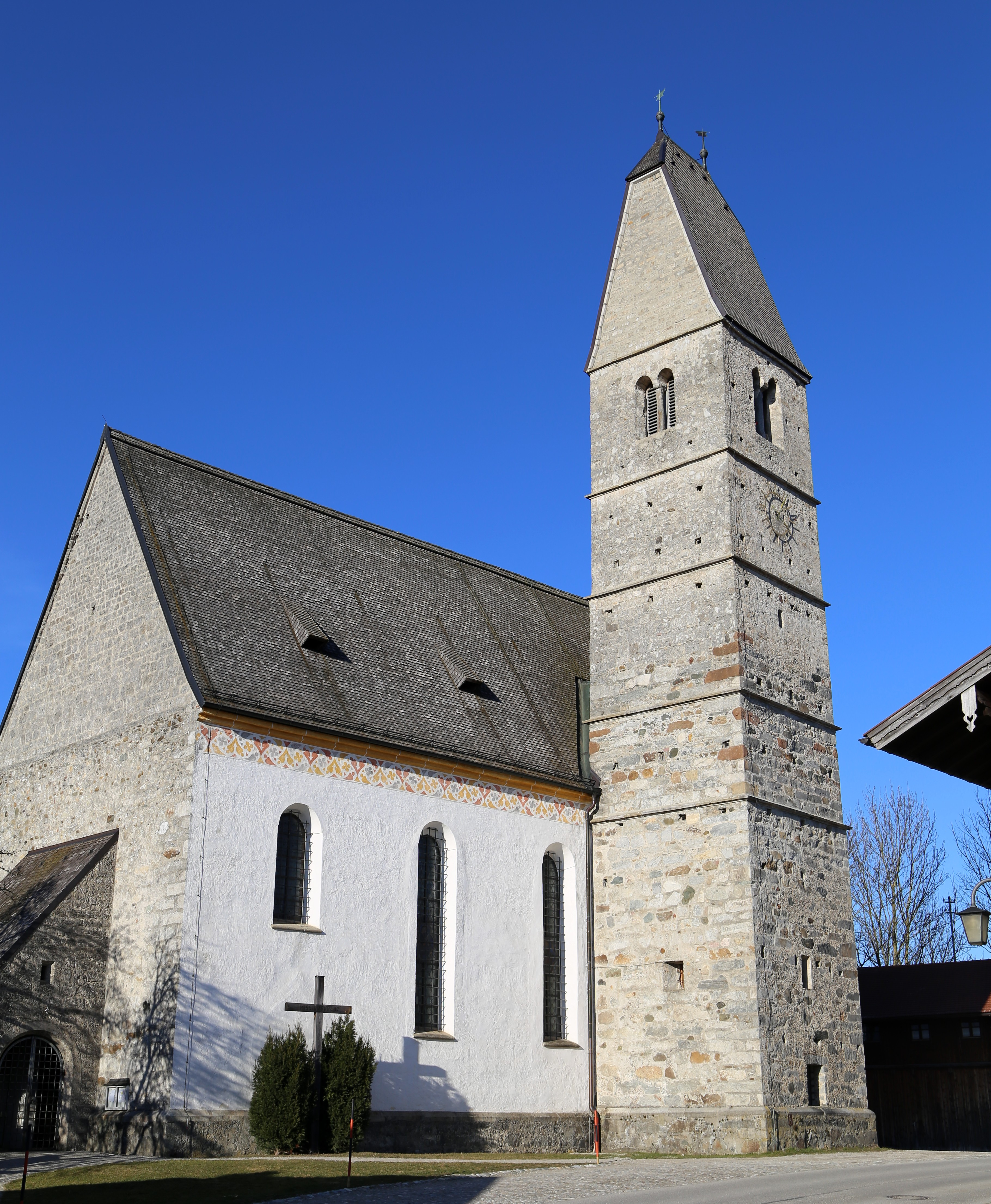
Kirche Mariä Himmelfahrt

Siehe auch: Liste der Baudenkmäler in Hirnsberg
- Katholische Kuratiekirche Mariä Himmelfahrt, erbaut Ende des 15. Jahrhunderts